# Stephanie Nolen
Stephanie Nolen (* 3. September 1971 in Montreal) ist eine kanadische Journalistin und Buchautorin. Sie arbeitet als Auslandskorrespondentin für die kanadische Zeitung The Globe and Mail. Von 2003 bis 2008 hatte sie den besonderen Auftrag, über die Auswirkungen der AIDS-Pandemie in Afrika zu berichten. Sie lebt in Neu-Delhi (Indien) mit ihrem Lebensgefährten Meril Rasmussen und ihrem gemeinsamen Sohn.

## Kindheit und Ausbildung
Nolen wuchs auf in einer katholischen Familie in Montreal und Ottawa. Sie studierte Journalismus am University of King's College in Halifax und erwarb anschließend einen Master in Economic development (Wirtschaftsentwicklung) an der London School of Economics in London.

## Journalistische Karriere
Seit 1993 arbeitet sie für die angesehene kanadische Tageszeitung The Globe and Mail. Von 2001 bis 2003 war sie Korrespondentin in Afghanistan und im Irak. Kurz darauf wurde sie auf eigenen Wunsch Afrikakorrespondentin. Schwerpunkte ihrer Berichterstattung waren die Entwicklungen in politisch instabilen Staaten (u. a. Ruanda, die Demokratische Republik Kongo, Sudan, Simbabwe und Uganda) sowie die gesundheitlichen, sozialen und politischen Auswirkungen der AIDS-Epidemie in Afrika.
Seit 2001 tritt sie auch als Autorin in Erscheinung. Ihr drittes Buch erschien unter dem Titel 28 Stories über Aids in Afrika auch in deutscher Sprache.
Für ihre sozial engagierte Berichterstattung wurde sie mehrfach ausgezeichnet. Sechsmal war sie für den prestigeträchtigen National Newspaper Award in Kanada nominiert und gewann zweimal in Folge den Preis in der Kategorie International Reporting. 2003, 2004 und 2006 wurde ihr von Amnesty International der Award for Human Rights Reporting zugesprochen.